# Ringkøbing Amt

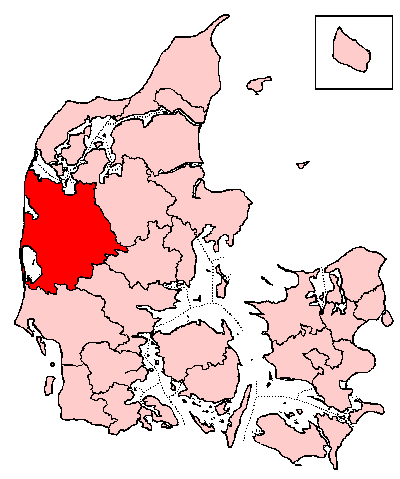
Lage von Ringkøbing Amt in Dänemark

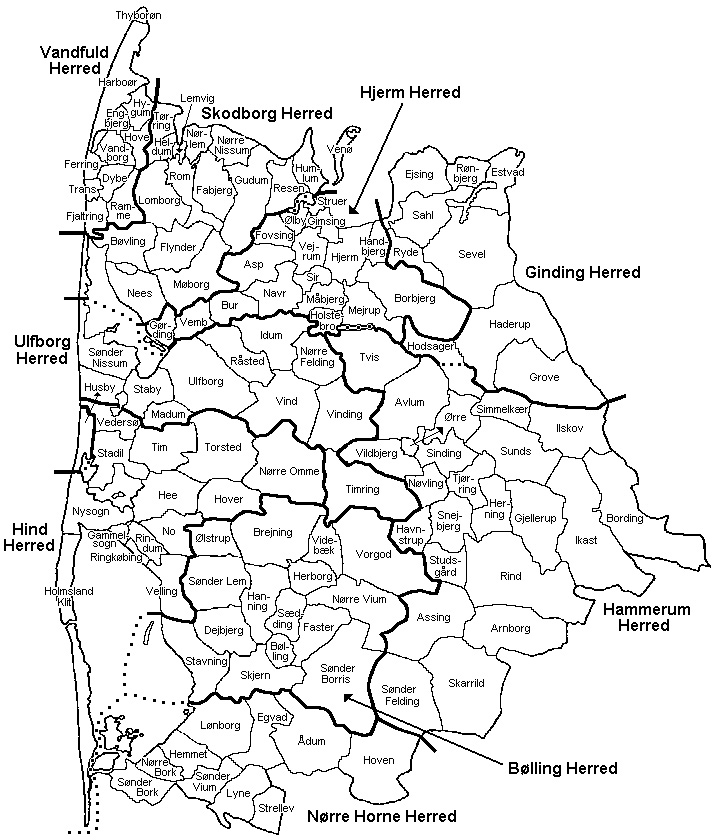
Ringkøbing Amt

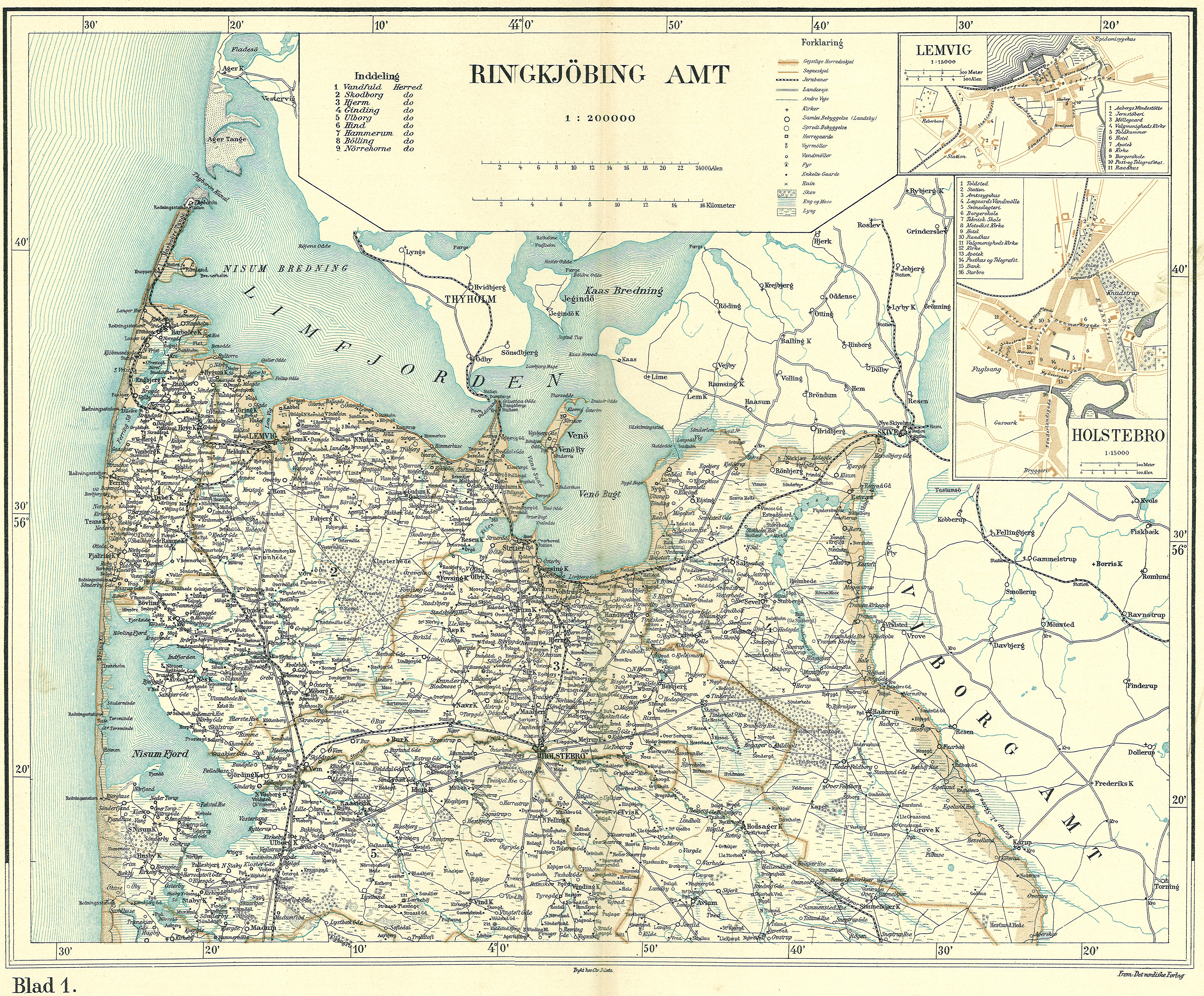
Nördlicher Teil von Ringkøbing Amt ca. 1900

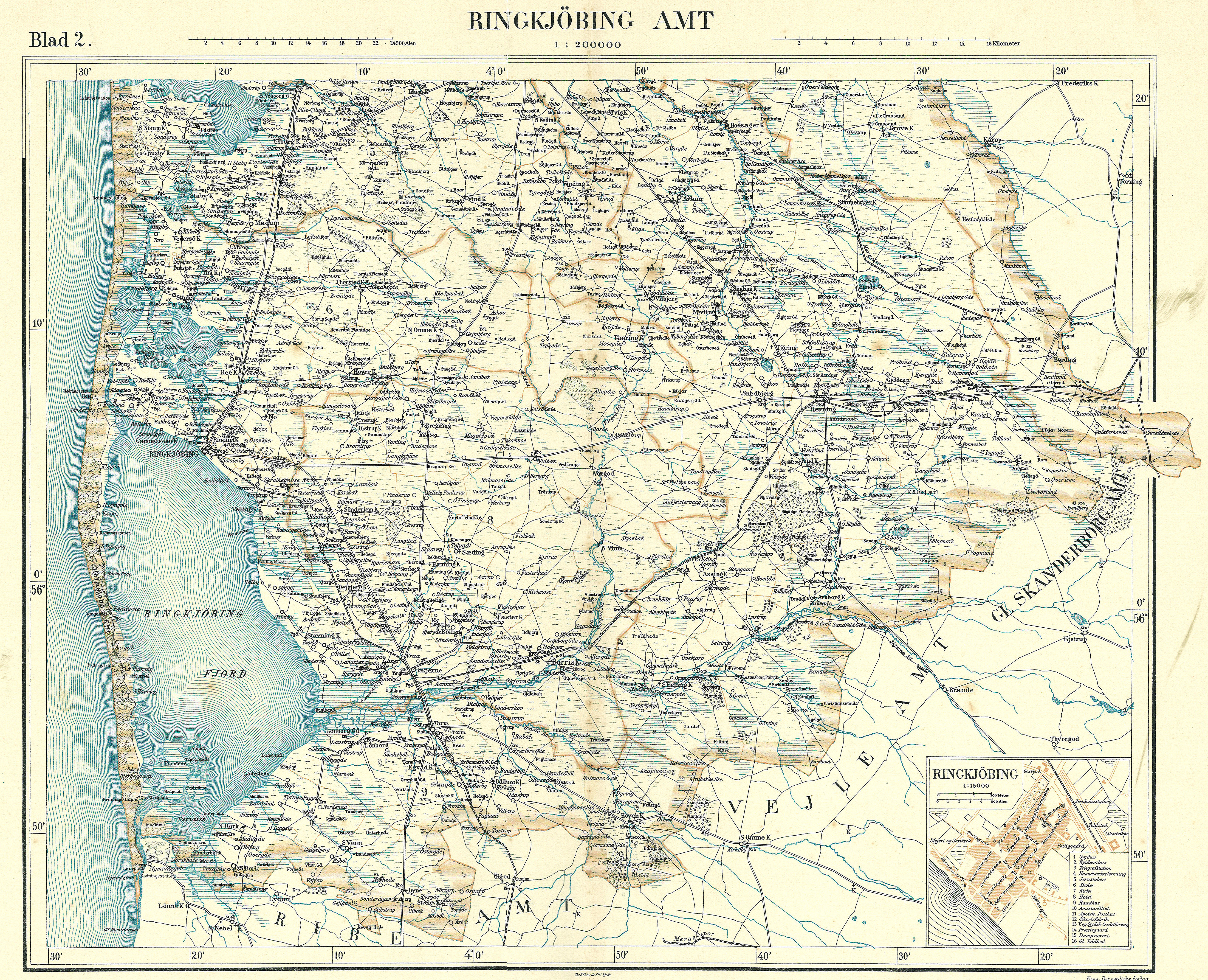
Südlicher Teil von Ringkøbing Amt ca. 1900

Ringkøbing Amt war bis 1970 ein Amtsbezirk (dän. amt) in Dänemark. Er entstand 1794 durch Zusammenlegung von Lundenæs Amt und Bøvling Amt (mit Ausnahme der Harde Øster Horne Herred, die zu Ribe Amt kam). Thyborøn wechselte erst 1954 von Thisted Amt nach Ringkøbing Amt.
Hauptort war die Stadt Ringkøbing.
Bis zur Kommunalreform 1970 war Ringkøbing Amt der flächenmäßig größte Amtsbezirk.
Das Amt bestand aus neun Harden:
- Vandful Herred
- Ulfborg Herred
- Hind Herred
- Skodborg Herred
- Hjerm Herred
- Ginding Herred
- Hammerum Herred
- Bølling Herred
- Nørre Horne Herred
- Vrads Herred (nur von 1794 bis 1822)

1970 wurden die Amtsbezirke durch Amtskommunen ersetzt: Bis auf kleinere Flächen deckte sich Ringkøbing Amt mit Ringkjøbing Amt (bis 2006).